# Schloss Freudenberg (Rotkreuz)
Das Schloss Freudenberg, ursprünglich Landhaus Freudenberg, ist ein Schloss bei Rotkreuz im Schweizer Kanton Zug, welches von 1929 bis 1933 errichtet wurde. Es liegt auf einer leichten Anhöhe an der alten Landstrasse von Buonas nach Cham mit Blick auf den Zugersee. Den Bau erliess der Generaldirektor Erwin Hürlimann auf den Grundstücken des ehemaligen gleichnamigen Bauernhofes. Seit dem Bau befinden sich das Schloss und sein Park in Privatbesitz und sind nicht öffentlich zugänglich. Die vollständige Dokumentation über den Bau (Pläne, Verträge, Abrechnungen, Korrespondenz) ist im Hause erhalten. Es ist Teil des BLN-Objektes 1309 Landschaft «Zugersee».

## Der Bau des Schlosses
Generaldirektor Erwin Hürlimann liess für sich und seine englische Gemahlin Eleanor, geb. Ridge (spätere Lady Glover), auf dem Gelände mehrerer von ihm erworbener und dann zum Teil abgerissener Bauernhöfe ein Landgut anlegen. Die Landstrasse Buonas – Cham wurde landeinwärts verlegt, um den Bauplatz auf der leichten Anhöhe über dem Zugersee zu arrondieren; sie bildet die Westgrenze des umfangreichen Anwesens. Die Planung erfolgte durch die britischen Architekten Howard Robertson und John Murray Easton; die Gartenanlagen wurden von Russell Page entworfen.

## Die Schlossanlagen
Von der Strasse verhindern Böschungen, Wald und Mauern die Einsicht in das Anwesen. Einzig das Pförtnerhaus und die Orangerie kann man vom Zug aus sehen.

### Das Pförtnerhaus
Eine hohe Mauer mit eingelassenem Tor und ein barockisierendes Pförtnerhaus, welches 1931 erbaut wurde, umgeben das Anwesen. Das Pförtnerhaus selbst hat ein auffallendes Teilwalmdach, mit apisartigem, zweigeschossigem Vorbau. Diese zwei Teile markierten die Zufahrt, welche alleeartig mit hohen Bäumen zum Eingang des Schlosses führt. Vor dem Schloss teilt sich die Strasse, um ringartig links und rechts des Einganges zu enden.

### Das Herrschaftshaus
Das Schloss selbst liegt leicht erhöht über der sanft zum See abfallenden Landschaft. Die optisch symmetrische, zweigeschossige Anlage unter zusammenfassendem, hohem Walmdach besteht aus einem nach Süden gerichteten, breiten Mittelbau und zwei in stumpfem Winkel an seine Nordfront geflügelten Flügeln. Wie ein barockes Schloss besitzt das Schloss Freudenberg eine Garten- und Hoffassade. Die Flügel bilden, zusammen mit dem halbrund vorspringenden, axialen Treppenturm unter Kegeldach, die dreiseitige, eingezogene Hoffront. In der Gartenansicht wirkt das Corps de Logis als selbstständiger Block. Die mittleren sieben der neun Fensterachsen sind um ein flach abgeschlossenes Attikageschoss erhöht, das seitlich in knappen Voluten abschließt. Ein säulengestützter Balkon betont als grundrissliches Pendant zum Treppenturm die Mitte; zwei weitere Balkone in den abgesetzten, äusseren Fensterachsen. Die im Parterre unter Blindbögen rechteckigen, im Obergeschoss und der Attika stichbogigen Öffnungen sind verhältnismässig – zu jenen des Mittelsalons – klein. Die Fassaden sind mit einem rötlichen Verputz überzogen. Auf Schmuck und weitere Gliederung ist verzichtet. Eine Vielzahl von Kaminen weist auf die Cheminées in den zum Garten hin angeordneten Gesellschaftsräumen hin. Im Inneren ist die ursprüngliche, neoklassizistische Ausstattung weitgehend erhalten. In zwei Räumen sind antike, englische Täfelungen aus der ersten Hälfte des 18. Jahrhunderts.

### Die Gartenanlage
Zur eigentlichen Gartenanlage gehört eine Gärtnerei, welche sich am Südhang des Villenhügels befindet. In der Gärtnerei befindet sich ein langgestrecktes, pultdachförmiges Treibhaus, welche an eine Orangerie erinnert. In der Gärtnerei befinden sich ausserdem doppelgeschossige Flügelbauten unter Walmdächern, welche man von der Strasse und auch von der Bahnstrecke aus sehen kann. Östlich des Schlosses liegen ausserdem, auch zur Gartenanlage gehörend, grosse Rasenflächen und Baumgruppen. Die Gartenanlage erstreckt sich bis zum Zugersee.

## Trivia
Margaret Thatcher verbrachte als Gast von Lady Glover einen Sommerurlaub auf dem Anwesen und pflanzte hier mit Hilfe von Russell Page einen Baum.